# Абсолютна звездна величина
Абсолютна звездна величина в астрономията е видимата величина, каквато тя би била ако наблюдавахме светилото от разстояние 10 парсека. Абсолютната болометрична звездна величина на Слънцето е +4,7.
Абсолютната звездна величина позволява сравнения на яркостта на два обекта, независимо от разстоянието, от което те са наблюдавани.

## Абсолютна звездна величина на звезди и галактики (M)
При разглеждане на звезди и галактики за стандартно разстояние е прието 10 парсека (около 32,616 светлинни години или 3×1014 километра). Звезда на разстояние 10 парсека има паралакс от 0,1" (100 ъглови милисекунди).
При определяне на абсолютната звездна величина е необходимо да бъде указан видът на електромагнитното лъчение на обекта. Ако се измерва отделената в целия електромагнитен спектър енергия, правилният термин е болометрична величина. Величината намалява с нарастване на яркостта на тялото.
Много от звездите, видими с невъоръжено око на небсния небосвод, имат абсолютна звездна величина многократно по-голяма от тази на Слънцето:
- Ригел – −7,0
- Денеб – −7,2
- Наос – −7,3
- Бетелгейзе – −5,6.

За сравнение Сириус има абсолютна звездна величина равна на 1,4, докато Слънцето, чиято величина се използва за отправна точка на скалата, има величина от 4,83.
Познати са звезди с абсолютни величина от −10 до +17. Абсолютните величини на галактиките обаче могат да бъдат значително по-големи поради големия брой звезди който съдържат. Например величината на гигантската елиптична галактика M87 е −22.

### Изчисление
Абсолютната звездна величина може да бъде изчислена от видимата величина и разстоянието до звездата по формулата:
{\displaystyle M=m+5\log _{10}{\frac {d_{0}}{d}}\!\,}
където {\displaystyle d_{0}\!\,} е равно на 10 парсека (≈ 32 616 светлинни години) и {\displaystyle d\!\,} в разстоянието до звездата; или:
{\displaystyle M=m+5\left(1+\log _{10}{\frac {\pi }{\pi _{0}}}\right)\!\,}
където {\displaystyle \pi \!\,} е паралакса на звездата и {\displaystyle \pi _{0}\!\,} е една ъглова секунда.

#### Примери
Ригел има видима величина mV=0,18 и се намира на 773 светлинни години.
MVRigel = 0,18 + 5×log10(32,616/773) = −6,7
Вега има паралакс 0,133" и видима величина от +0,03
MVVega = 0,03 + 5×(1 + log10(0,133)) = +0,65
Алфа Кентавър има паралакс 0,750" и видима величина −0,01
MVα Cen = −0,01 + 5×(1 + log10(0,750)) = +4,37

### Видима величина
При известна величина {\displaystyle M\!\,} видимата величина {\displaystyle m\!\,} може да се изчисли при за разстояние {\displaystyle d\!\,} по формулата:
{\displaystyle m=M-5\log _{10}{\frac {d_{0}}{d}}\!\,}

## Видима величина на планети (H)
За планетите, кометите и астероидите, абсолютната звездна величина се определя като видимата величина, която обектът би имал, ако се намира на разстояние от една астрономическа единица от Земята и на същото разстояние от Слънцето, във фазов ъгъл от нула градуса. Такова положение на практика е невъзможно, но е удобно за математическите изчисления.

### Изчисления
Формула за H: (абсолютна звездна величина)
{\displaystyle H=m_{Sun}-5\log _{10}{\frac {{\sqrt {a}}r}{d_{0}}}\!\,}
където {\displaystyle m_{Sun}\!\,} е видимата величина на Слънцето на разстояние от 1 АЕ (−26,73), {\displaystyle a\!\,} е геометричното албедо на тялото (между 0 и 1), {\displaystyle r\!\,} е радиуса на тялото и {\displaystyle d_{0}\!\,} е 1 астрономична единица (astronomical unit или А.U.) (≈149,6 Gm).

#### Примери
Луна: {\displaystyle a_{Moon}\!\,} = 0,12, {\displaystyle r_{Moon}\!\,} = 3476/2 km = 1738 km
{\displaystyle H_{Moon}=m_{Sun}-5\log _{10}{\frac {{\sqrt {a_{Moon}}}r_{Moon}}{d_{0}}}=+0,25\!\,}

### Видима величина
Абсолютната звездна величина може да се използва за намиране на видимата величина на тялото:
{\displaystyle m=H+2,5\log _{10}{\left({\frac {d_{BS}^{2}d_{BO}^{2}}{p(\chi )d_{0}^{4}}}\right)}\!\,}
където:
{\displaystyle d_{0}\!\,} е 1 АЕ, {\displaystyle \chi \!\,} е фазовият ъгъл Слънце-тяло-наблюдател; откъдето следва:
{\displaystyle \cos {\chi }={\frac {d_{BO}^{2}+d_{BS}^{2}-d_{OS}^{2}}{2d_{BO}d_{BS}}}\!\,}
{\displaystyle p(\chi )\!\,} е фазовия интеграл (интеграция на отразената светлина от 0 до 1)
Пример в случай на идеално дифузно отражение от повърхостта на сфера – добро приближение за случая на планети в Слънчевата система:
{\displaystyle p(\chi )={\frac {2}{3}}\left(\left(1-{\frac {\chi }{\pi }}\right)\cos {\chi }+(1/\pi )\sin {\chi }\right)\!\,}
Разстояния:
{\displaystyle d_{BO}\!\,} наблюдател-тяло
{\displaystyle d_{BS}\!\,} Слънце-тяло
{\displaystyle d_{OS}\!\,} наблюдател-Слънце

#### Примери
Луна
{\displaystyle H_{Moon}\!\,} = +0,25
{\displaystyle d_{OS}\!\,} = {\displaystyle d_{BS}\!\,} = 1 АЕ
{\displaystyle d_{BO}\!\,} = 384,5 Mm = 2,57 милиона АЕ
Колко ярка е Луната при наблюдение от повърхността на Земята?
При пълнолуние: {\displaystyle \chi \!\,} = 0, ({\displaystyle p(\chi )\!\,} ≈ 2/3)
{\displaystyle m_{Moon}=0,25+2,5\log _{10}{\left({\frac {3}{2}}0,00257^{2}\right)}=-12,26\!\,}
(истинска стойност −12,7) При пълнолуние луната отразява 30% повече светлина от колкото при идеално дифузно отражение.
При първа/последна четвърт: {\displaystyle \chi \!\,} = 90°, {\displaystyle p(\chi )\approx {\frac {2}{3\pi }}\!\,} (в случай на идеално дифузно отражение)
{\displaystyle m_{Moon}=0,25+2,5\log _{10}{\left({\frac {3\pi }{2}}0,00257^{2}\right)}=-11,02\!\,}
(истинска стойност −11,0) При малки фазови ъгли формулата за дифузно отражение дава по-добри резултати.